# Tembakak Way Sindi
Tembakak Way Sindi is een bestuurslaag in het regentschap Lampung Barat van de provincie Lampung, Indonesië. Tembakak Way Sindi telt 667 inwoners (volkstelling 2010).